# Ензо Луаодіс
Ензо Луаодіс (фр. Enzo Loiodice, нар. 27 листопада 2000, Париж) — французький футболіст італійського походження, півзахисник клубу «Діжон».

## Ігрова кар'єра
Народився 27 листопада 2000 року в місті Париж. Вихованець юнацьких команд футбольних клубів «Гобелен» та «Діжон». Дебютував за останній клуб у Лізі 1 28 квітня 2018 року в матчі проти «Бордо». 3 липня 2018 року підписав перший у своїй кар'єрі професіональний контракт з «Діжоном», розрахований на три роки. Станом на 27 травня 2019 року відіграв за команду з Діжона 16 матчів в національному чемпіонаті.

## Виступи за збірні
2018 року дебютував у складі юнацької збірної Франції, взяв участь у 3 іграх на юнацькому рівні.
2019 року з командою до 20 років поїхав на молодіжний чемпіонат світу.

## Статистика виступів

### Статистика клубних виступів
| Сезон             | Команда           | Чемпіонат         | Чемпіонат | Чемпіонат | Національний кубок | Національний кубок | Національний кубок | Континентальні кубки | Континентальні кубки | Континентальні кубки | Інші змагання | Інші змагання | Інші змагання | Усього | Усього |
| Сезон             | Команда           | Ліга              | Ігор      | Голів     | Ліга               | Ігор               | Голів              | Ліга                 | Ігор                 | Голів                | Ліга          | Ігор          | Голів         | Ігор   | Голів  |
| ----------------- | ----------------- | ----------------- | --------- | --------- | ------------------ | ------------------ | ------------------ | -------------------- | -------------------- | -------------------- | ------------- | ------------- | ------------- | ------ | ------ |
| 2017–18           | «Діжон»           | Л1                | 4         | 0         | КФ+КЛ              | -                  | -                  | -                    | -                    | -                    | -             | -             | -             | 4      | 0      |
| 2018–19           | «Діжон»           | Л1                | 4         | 0         | КФ+КЛ              | 0+0                | 0                  | -                    | -                    | -                    | -             | -             | -             | 4      | 0      |
| Усього за кар'єру | Усього за кар'єру | Усього за кар'єру | 8         | 0         |                    | 0                  | 0                  |                      | -                    | -                    |               | -             | -             | 8      | 0      |